# Dippach, Thüringen
Dippach är en ortsteil i staden Werra-Suhl-Tal i Wartburgkreis i förbundslandet Thüringen i Tyskland. Dippach var en kommun fram till den 1 januari 2019 när den uppgick i Werra-Suhl-Tal. Kommunen Dippach hade 1 071 invånare 2018.. 